# Фатима (фильм, 2015)
«Фатима» (фр. Fatima) — французская кинодрама 2015 года, поставленная режиссёром Филиппом Фокон. Премьерный показ фильма состоялся 20 мая 2015 в рамках Двухнедельника режиссёров на 68-м Каннском кинофестивале. В декабре того же года фильм получил Приз Луи Деллюка как лучший фильм года. В январе 2016 года лента была номинирована в 4-х категориях на получение кинопремии «Сезар», в трёх из которых он получил награды — за лучший фильм, самый перспективный актрисе (Зита Анро) и лучший адаптированный сценарий.

## Сюжет
В основе сюжета фильма — история жизни простой арабской иммигрантки Фатимы, которая столкнулась с проблемами быта в новой для себя стране — Франции. Чтобы прокормить своих дочерей, Фатима устраивается на работу уборщицей. Старшая дочь, 18-летняя Несрин, проводит всё время за учебниками, готовясь к вступительным экзаменам в медицинский колледж, а младшая, 15-летняя Суад, переживает непростой подростковый период, стесняясь своего происхождения и того, что мать не знает французского языка. Несмотря на все семейные трудности, Фатима готова работать и днём, и ночью, чтобы обеспечить семью…

## В ролях
| Актёр           | Роль              |
| --------------- | ----------------- |
| Сориа Зеруаль   | Фатима            |
| Зита Анро       | Несрин            |
| Кенза Ноа Айше  | Суад              |
| Шавки Амари     | отец              |
| Далила Беншериф | Лейла             |
| Эдит Солнье     | Северин           |
| Коринна Дюшен   | владелец квартиры |